# Alessandro Volta
Gróf Alessandro Giuseppe Antonio Anastasio Volta (Como, 1745. február 18. – Como, 1827. március 5.) olasz fizikus, az elektromos áram elméletének kidolgozója, a víz elektrolízisének felfedezője és a kénsavoldatba merülő cink- és rézelektródból álló Volta-elem (galvánelem) feltalálója. A volt mértékegység róla kapta a nevét.
Utazásai során személyes ismeretséget kötött korának nagy tudósaival. 1801-ben Napóleon Párizsba hívta, hogy bemutassa a galvánláncra vonatkozó kísérleteit az Institut français-nek; később a francia Becsületrend tisztjévé tette, neki adományozta a Vaskorona-rendet, illetve kinevezte Itália grófjává és szenátorává.
1804-ben lemondott szenátori állásáról. Miután Észak-Itália osztrák fennhatóság alá került, I. Ferenc kinevezte Voltát a padovai egyetem filozófiai fakultásának igazgatójává. Ezt a hivatalt azonban csak 1819-ig viselte, amikor végleg búcsút mondott a közéletnek, és hátralevő éveit családja körében töltötte el. 1827. március 5-én halt meg 82 éves korában Comóban.
Volta érdemeit még életében elismerte hazája és a külföld egyaránt. A Società Italiana, a párizsi Institut és a brit Royal Society tagjává választotta, sőt az utóbbi társulat 1794-ben Copley-éremmel jutalmazta érdemeit. Szülővárosában szobor őrzi a nagy tudós emlékét.
Ha egyenkként keletkezett kombináció végpontjai érintkeznek, az elektromosság folytonosan kiegyenlítődik, feszültsége azonban az érintkezési ponton azonnal helyreáll. Ez a galvánáram. Az elsőrendű vezetők Volta szerint nem elektromotorok, hanem csak közvetítik az áramot. Ezen elmélet alapján szerkesztette meg elektromos oszlopát, melynek jelenségeit a dörzsölési elektromosság által igyekezett megmagyarázni. Az oszlop fiziológiai hatása gyengébb, mint a leideni palacké, melegségi tünetei azonban erősebbek. Oszlopán kívül Volta még egy tálcakészüléket is alkalmazott.
Művei legnagyobb részét Antinori adta ki Collezione dell' opere del Cav. Conte A. V. címen (3 kötet, 3 részben, Firenze, 1816).

### Egyéb találmányai az elektromosság terén
- az elektrofór (1775),
- az eudiométer, amellyel a levegőben foglaltató oxigén és nitrogén viszonya vizsgálható  (1775),
- a szalmaszál-elektrométer (1775).